# Sarayut Sompim
Sarayut Sompim (Thai ศรายุทธ สมพิมพ์) hoặc còn được biết với tên đơn giản Ta-Whan (tiếng Thái: ตาหวาน), là một cầu thủ bóng đá người Thái Lan thi đấu ở vị trí Thai League 2 Police Tero.

## Sự nghiệp quốc tế
Anh đoạt chức vô địch Giải vô địch bóng đá U-19 Đông Nam Á 2015 với U-19 Thái Lan.

## Danh hiệu

### Quốc tế
U-19 Thái Lan
- Giải vô địch bóng đá U-19 Đông Nam Á
  -  Vô địch (1): 2015